# Odinočnoe plavanie
Odinočnoe plavanie (Одиночное плавание) è un film del 1985 diretto da Michail Tumanišvili.

## Trama
Dopo molti mesi di navigazione autonoma, la nostra fregata militare si sta dirigendo verso la sua base. Tuttavia, i marinai devono cambiare rotta e intervenire in un gioco mortale.